# Neoclytus smithi
Neoclytus smithi là một loài bọ cánh cứng trong họ Cerambycidae.